# Die Jahre der Lüge
Die Jahre der Lüge ist ein US-amerikanisches Filmdrama aus dem Jahr 1950 von Robert Florey mit Tommy Cook in der Hauptrolle. Der Film wurde von Emerald Productions, Inc. produziert.

## Handlung
Italien nach dem Ende des Zweiten Weltkrieges. Der 14-jährige Straßenjunge Mario wird Zeuge, wie der Aristokrat Luca Rossi mit einem Mann namens Giorgio in Streit gerät und diesen dann mit einem Radmutternschlüssel erschlägt. Als Luca den Tatort verlassen hat, nimmt Mario das Mordwerkzeug an sich und versteckt es.
Einige Tage später sucht Mario das Anwesen der Rossis auf. Er gibt sich Luca und dessen Vater Emilio gegenüber als Tatzeuge aus. Luca gibt an, in Notwehr gehandelt zu haben, was Mario aber als Lüge abweist. Für sein Schweigen will er von nun an im Haus der Rossis als Teil der Familie leben. Er warnt Luca, dass er einem Freund einen Brief mit der Schilderung des Tathergangs übergeben hat. Sollte ihm etwas zustoßen, werde der Brief an die Polizei übergeben. Emilio gibt nach und lässt Mario einziehen. Lucas Ehefrau Dina wird eingeweiht.
Emilio schreibt Mario in eine Schule ein und versucht zudem, dem Jungen Manieren und Verhaltensweisen beizubringen. Luca sieht eines Abends Mario an seinen Hausaufgaben sitzen. Er bemerkt, wie schwer es dem Jungen fällt zu schreiben. Luca hat den Verdacht, dass Mario nicht in der Lage war, den angeblichen Brief geschrieben zu haben. Am nächsten Tag folgt er Mario, der zu seinem alten Lager geht und den Radmutternschlüssel hervorholt. Mario begegnet dem Polizeiinspektor Spezia, der ihn nach seinen neuen Lebensumständen befragt. Mario kehrt zurück ins Haus und versteckt den Schlüssel im Pferdestall.
Inspektor Spezia will Marios Aussagen überprüfen und befragt Emilio, der Mario als Sohn eines alten Schulfreundes, der im Krieg starb, ausgibt. Er gibt an, Mario adoptieren zu wollen. Später sagt er Mario, er habe dies nur so dahergesagt. Der Junge ist darüber so enttäuscht, dass er Dina angreift. Luca schlägt ihn erbarmungslos, als er davon erfährt und lässt erst von Mario ab, als Emilio dazwischen geht. Mario bricht zusammen und wird von Dina getröstet. 
Emilio plant eine Urlaubsreise mit der Familie nach Bellamare. Kurz vor der Abfahrt erscheint Inspektor Spezia. Er hat herausgefunden, dass Emilios Freund, Marios angeblicher Vater, den Krieg überlebt hat und in Rom lebt. Spezia hegt den Verdacht, dass Marios Aufenthalt im Hause der Rossis mit dem Mord an Giorgio zusammenhängt. Daher ordnet er an, dass alle Rossis inklusive Mario in der Stadt bleiben. Luca versucht, Marios Vertrauen zu gewinnen. Er gibt ihm den Radmutternschlüssel, den er an sich gebracht hat und bittet Mario, ihn sicher zu verstecken. 
Mario beginnt, Zutrauen zu Luca zu fassen. Er willigt ein, mit ihm heimlich nach Bellamare zu fahren, um dort schwimmen zu lernen. Mario und Luca besteigen ein Boot und rudern aufs Meer. Weit entfernt vom Ufer wirft Luca die Riemen über Bord und schlägt Löcher in den Boden des Bootes. Dann springt er ins Wasser und überlässt Mario seinem Schicksal. Zurück an Land ruft er Emilio an und erklärt, Mario sei mit einem der Boote verschwunden. 
Die Rossis alarmieren die Polizei und eilen nach Bellamore. Dort wird ein bewusstloser Mario am Ufer von Fischern gefunden. Spezia befragt den erschöpfen Jungen, doch der sagt nichts, um Emilio nicht weh zu tun. Marios Loyalität beschämt Emilio. Er sagt Spezia, dass Luca der Mörder Giorgios sei. Dann umarmt er Mario und nimmt ihn als seinen Sohn an. 

## Produktion

### Hintergrund
Gedreht wurde der Film von Mitte bis Ende November 1949. 
Laut eines Berichts im Magazin The Hollywood Reporter wurde der Film in Italien gedreht.
Der ursprüngliche Regisseur Elmer Clifton starb einige Tage vor Beginn von Probeaufnahmen und musste durch Robert Florey ersetzt werden. Für Florey war es der letzte Kinofilm vor Beginn seiner Karriere als Fernsehregisseur.

### Stab
Charles D. Hall oblag die künstlerische Leitung. Emil Newman war der musikalische Direktor.

## Veröffentlichung
Die Premiere des Films fand am 10. März 1950 statt. In der Bundesrepublik Deutschland wurde er am 4. Juli 1991 im deutschen Fernsehen ausgestrahlt.

## Kritiken
Das Lexikon des internationalen Films schrieb: „Atmosphärisch dichte Hollywood-Produktion, die sich an Vorbildern des italienischen Neorealismus orientiert. Dramaturgische Schwächen werden durch die Atmosphäre weitgehend ausgeglichen.“